# Солянка (приток Таловой)
Солянка — река в России, протекает по Саратовской области.

## География и гидрология
Солянка правобережный приток реки Таловая, её устье находится в 3 километрах от устья Таловой. Длина реки — 35 километров. Площадь водосборного бассейна — 284 км².

## Данные водного реестра
По данным государственного водного реестра России относится к Нижневолжскому бассейновому округу, водохозяйственный участок реки — Большой Иргиз от истока до Сулакского гидроузла. Речной бассейн реки — Волга от верхнего Куйбышевского водохранилища до впадения в Каспий.
Код объекта в государственном водном реестре — 11010001612112100009889.